# Wybrzeże Kości Słoniowej na Letnich Igrzyskach Paraolimpijskich 2008
Wybrzeże Kości Słoniowej na Letnich Igrzyskach Paraolimpijskich 2008 w Pekinie reprezentowało trzech mężczyzn, startujących w lekkoatletyce i podnoszeniu ciężarów. Był to czwarty występ reprezentacji Wybrzeża Kości Słoniowej na igrzyskach paraolimpijskich (poprzednie miały miejsce w 1996, 2000 i 2004). 

## Wyniki

### Lekkoatletyka
Mężczyźni
| Zawodnik    | Konkurencja            | Eliminacje | Eliminacje | Finał    | Finał   | Źródło |
| Zawodnik    | Konkurencja            | Rezultat   | Miejsce    | Rezultat | Miejsce | Źródło |
| ----------- | ---------------------- | ---------- | ---------- | -------- | ------- | ------ |
| Addoh Kimou | bieg na 400 metrów T46 | 50,34      | 6          | NQ       | NQ      | [ 2 ]  |
| Oumar Kone  | bieg na 400 metrów T46 | 52,91      | 6          | NQ       | NQ      | [ 2 ]  |
| Oumar Kone  | bieg na 800 metrów T46 | DNF        | DNF        | NQ       | NQ      | [ 3 ]  |

### Podnoszenie ciężarów
| Zawodnik         | Kategoria | Wynik    | Pozycja | Źródło |
| ---------------- | --------- | -------- | ------- | ------ |
| Alidou Diamotene | –48 kg    | 142,0 kg | 7       | [ 4 ]  |